# 발고글리오
발고글리오(Valgoglio)는 이탈리아 롬바르디 지방 베르가모 주에 있는 콤뉴네(시)로, 밀라노에서 북동쪽으로 약 80킬로미터(50마일) 떨어져 있으며 베르가모에서 북동쪽으로 약 35킬로미터(22마일) 떨어져 있다.
발고글리오는 아르데지오, 브란치, 카로나, 간델리노, 그로모와 경계를 이루고 있다.

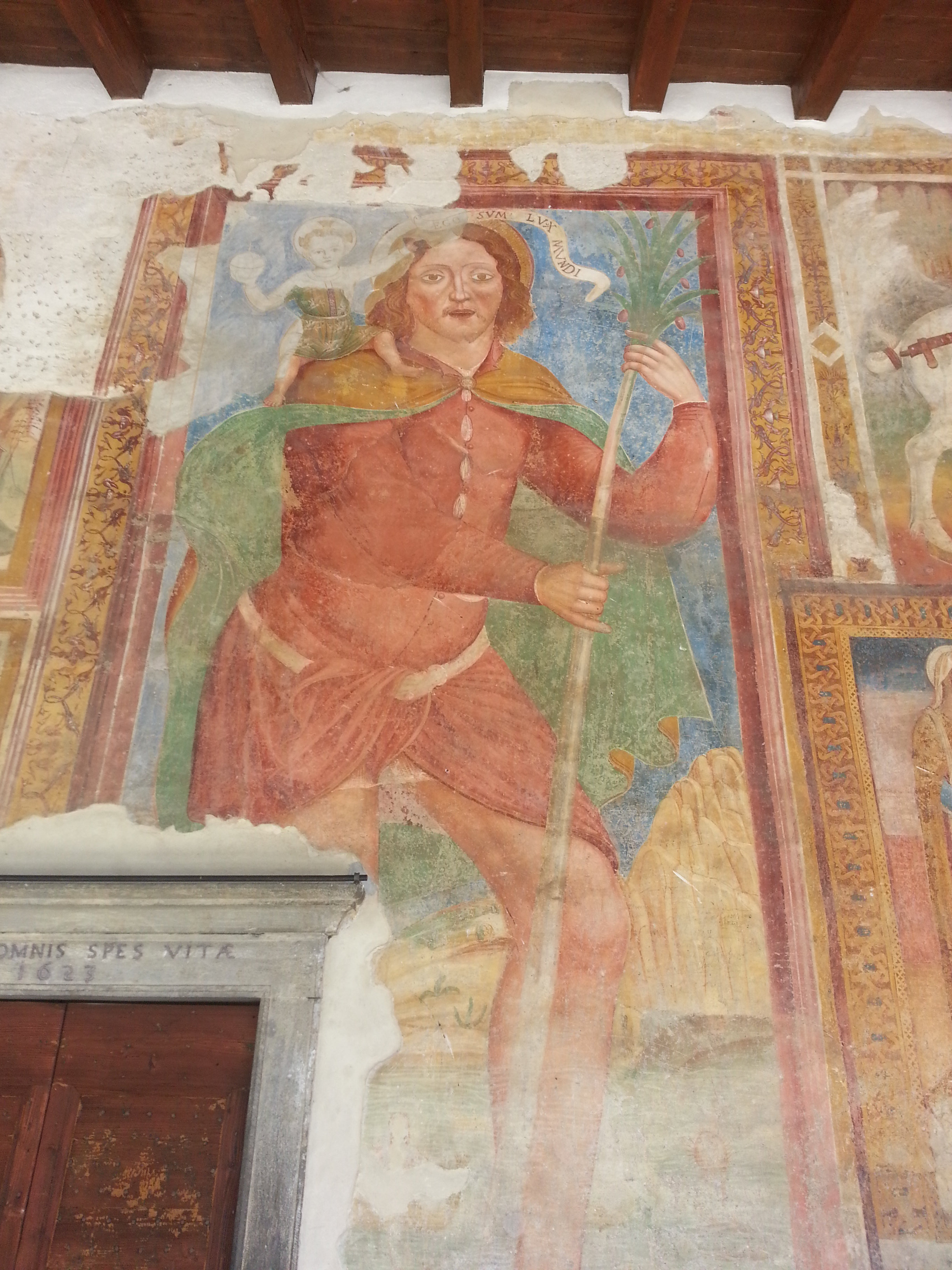
산 크리스토포로 교회의 프레스코화